# Xumi-Fushou-Tempel

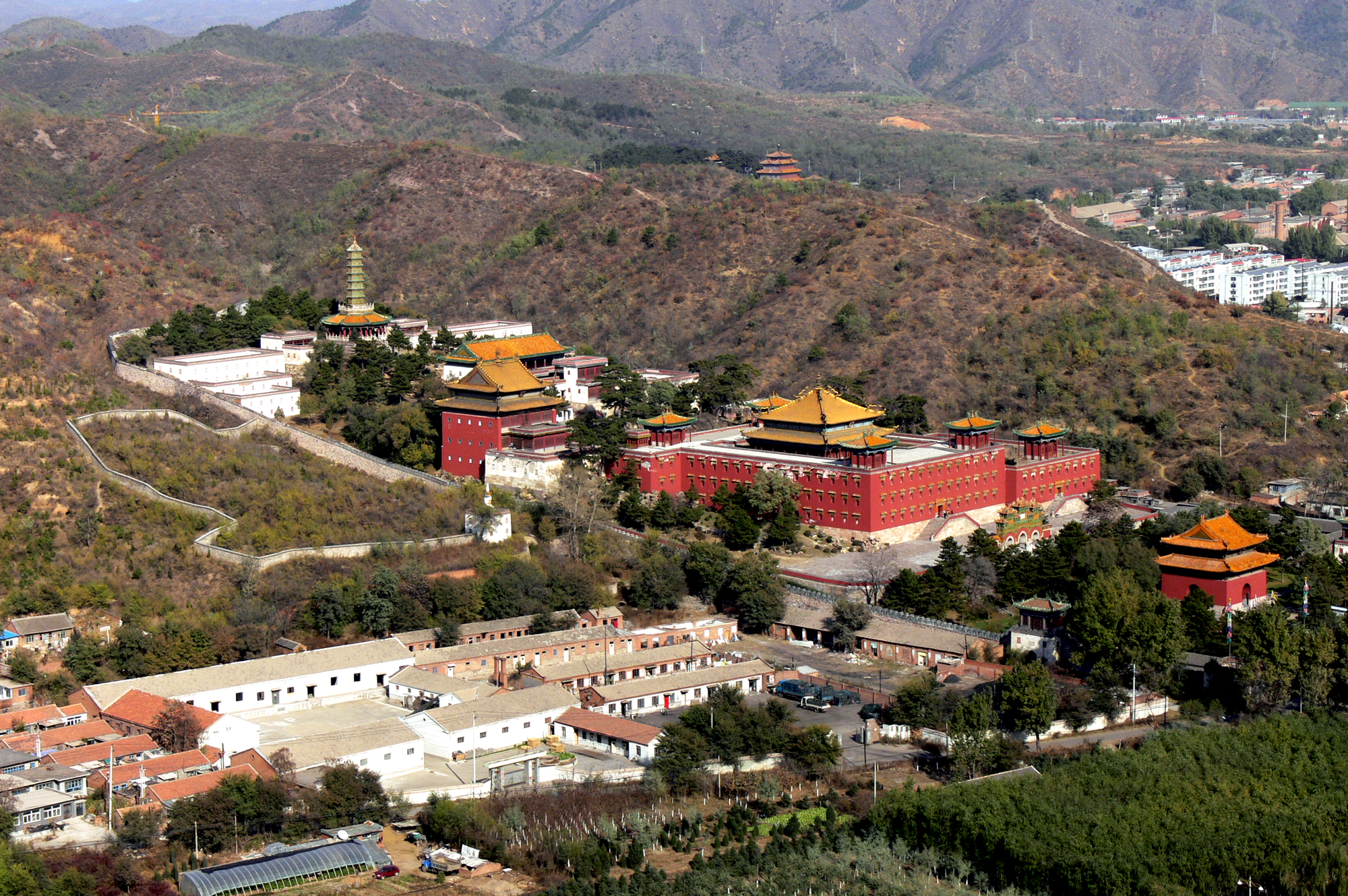
Xumi-Fushou-Tempel

Der Xumi-Fushou-Tempel oder Tempel der Glückseligkeit und des Langen Lebens des Sumeru-Berges (須彌福壽之廟 / 须弥福寿之庙,  Xūmí Fúshòu zhī miào, englisch Xumi Fushou Temple  / Temple of Sumeru Happiness and Longevity) ist einer der Acht Äußeren Tempel in Chengde (Jehol) in der chinesischen Provinz Hebei. Der buddhistische Tempel befindet sich im Norden des Parkkomplexes des Sommerpalastes östlich des Putuo-Zongcheng-Tempels an der Nordseite des „Löwentales“ an einem leicht ansteigenden Berghang. Die Anlage umfasst eine Fläche von 37.900 Quadratmetern.
Der Tempel wurde 1780 zur Feier des 70. Geburtstags des Kaisers Qianlong (reg. 1735–1796, gest. 1799) gebaut, zu der der VI. Penchen Lama der Gelug-Tradition des tibetischen Buddhismus, einer der beiden damaligen religiösen und politischen Führer Tibets, nach Chengde (Jehol), seine Glückwünsche überbringen kam. Für ihn ließ der Kaiser den Tempel bauen. Er ist eine Nachbildung des Tempels Trashilhünpo (tibetisch kurz: Glücksberg), des traditionellen Sitzes des Penchen Lama im tibetischen Samzhubzê, und sollte ihm zur Unterkunft und Meditation dienen. Sein Bau war für die Festigung der Beziehungen zwischen dem Kaiserhof und den Oberhäuptern des tibetischen Buddhismus, und damit für die Festigung des Vielvölkerstaates, von großer Bedeutung.
Sein Hauptgebäude, die Große Rote Terrasse (Dahongtai), hat drei Geschosse und oben dreigeschossige Türme. Die Miaogaozhuangyan-Halle, in der der Penchen Lama predigte, bildet das Zentrum der Anlage. Die Jixiangfaxi-Halle mit einem Dach aus goldüberzogenen Kupferziegeln war die Wohnstätte des Penchen Lama. Weitere Bauwerke sind die achteckige siebengeschossige Liuli-Wanshou-Pagode (eine Majolika-Pagode - d. h. eine Pagode aus glasierten Ziegeln) und der ebenfalls daraus angefertigte Gedächtnisbogen (Liuli paifang). Im Stelenpavillon (Beiting) des Tempels befindet sich eine viersprachige Gedenktafel mit Steingravierungen in mandschurischer, chinesischer, mongolischer und tibetischer Schrift mit einer Inschrift, die an die Ereignisse erinnert.
Der Xumi-Fushou-Tempel steht seit 1961 auf der Liste der Denkmäler der Volksrepublik China (1-118).